# Pont Édouard-Brochu
Le pont Édouard-Brochu est un pont routier situé en Chaudière-Appalaches qui relie les deux rives de la rivière Etchemin dans la municipalité de Saint-Henri.

## Description
Le pont est emprunté par la route 173. Il comporte deux voies de circulation soit une voie dans chaque direction. Environ 5 800 véhicules empruntent le pont quotidiennement.

## Toponymie
Le nom du pont rappelle Édouard Brochu (1802-1875), il fut le premier Brochu d'une lignée encore présente à Saint-Henri.